# كورنيل ويبستر
كورنيل ويبستر (بالإنجليزية: Cornell Webster)‏ هو لاعب كرة قدم أمريكية وصاحب مطعم أمريكي، ولد في 2 نوفمبر 1954 في غرينفيل في الولايات المتحدة.

## وصلات خارجية
- كورنيل ويبستر على موقع مرجع كرة القدم المحترفة.كوم (الإنجليزية)